# Rosie Reyes
Rosie Reyes   (Ciutat de Mèxic, 23 de març de 1939 - Ciutat de Mèxic, 4 de gener de 2024) va ser una tennista mexicana de les dècades del 1950 i 1960. Es va casar amb el tenista francès Pierre Darmon el 28 de gener de 1960, fet que li va permetre adquirir la nacionalitat francesa.

## Biografia
La majoria dels seus èxits es van produir sobre terra batuda destacant les tres finals consecutives en categoria de dobles que va disputar del Roland Garros (1957-1959) amb la seva compatriota Yola Ramírez, de les quals es van imposar l'any 1958 a la parella australiana Mary Bevis Hawton i Thelma Coyne Long. El seu millor resultat individualment fou que va arribar a les semifinals l'any 1959 derrotada per Zsuzsa Körmöczy.
Va participar en els Jocs Olímpics de Ciutat de Mèxic (1968) en l'esdeveniment de tennis, que fou esport de demostració i exhibició. Malgrat disputar-se al seu país natal, hi va participar sota nacionalitat francesa com el seu marit. Va disputar totes les proves en les quals podia participar, les tres de demostració (individual, dobles femenins i dobles mixts) i les tres d'exhibició (individual, dobles femenins i dobles mixts), fent parella amb l'estatunidenca Julie Heldman i el seu marit Pierre Darmon en els dobles. Va guanyar una medalla d'or i una d'argent en els dobles femenins, i una de bronze en dobles mixts.

## Torneigs de Grand Slam

### Dobles femenins: 3 (1−2)
| Resultat   | Núm. | Any  | Torneig       | Parella      | Oponents en la final                  | Marcador      |
| ---------- | ---- | ---- | ------------- | ------------ | ------------------------------------- | ------------- |
| Finalista  | 1.   | 1957 | Roland Garros | Yola Ramírez | Shirley Bloomer Darlene Hard          | 5−7, 6−4, 5−7 |
| Guanyadora | 1.   | 1958 | Roland Garros | Yola Ramírez | Mary Bevis Hawton Thelma Coyne Long   | 6−4, 7−5      |
| Finalista  | 2.   | 1959 | Roland Garros | Yola Ramírez | Sandra Reynolds Price Renee Schuurman | 6−2, 0−6, 1−6 |

### Dobles mixts: 1 (0−1)
| Resultat  | Núm. | Any  | Torneig       | Parella       | Oponents                        | Marcador |
| --------- | ---- | ---- | ------------- | ------------- | ------------------------------- | -------- |
| Finalista | 1.   | 1974 | Roland Garros | Marcello Lara | Martina Navrátilová Iván Molina | 3−6, 3−6 |